# Powiat Pleszewski
Der Powiat Pleszewski ist ein Powiat (Kreis) in der polnischen Woiwodschaft Großpolen. Der Powiat hat eine Fläche von 711,91 Quadratkilometern, auf der etwa 63.000 Einwohner leben. Die Bevölkerungsdichte beträgt 89 Einwohner pro Quadratkilometer (2016).

## Gemeinden
Der Powiat umfasst sechs Gemeinden, davon drei Stadt-und-Land-Gemeinden und drei Landgemeinden.

### Stadt-und-Land-Gemeinden
- Chocz (Chocz)
- Dobrzyca (Dobrzyca)
- Pleszew (Pleschen)

### Landgemeinden
- Czermin (Czermin)
- Gizałki (Gizalki)
- Gołuchów (Goluchow)

## Partnerschaften
Der Landkreis Ammerland in Niedersachsen ist seit 2000 ein Partnerlandkreis des Powiat Pleszewski.